# 魔斗姬莉斯缇亚
《魔斗姬莉斯缇亚》是一款成人向角色扮演遊戲，由ShiBoo!開發，Kagura Games發行，2021年7月17日於Steam上線。遊戲包含簡體中文、日文及日文。

## 故事背景
魔法鬥姬芙羅緹亞挺身而出，阻止邪惡組織哈梅爾達對城市女性的威脅。被芙羅緹亞救下的莉斯緹亞擦乾眼淚，開始化身魔法鬥姬，每晚對抗強大的敵人。

## 外部連結
- 官方网站